# Arena Pantanal
 (avril 2025).
L'Arena Pantanal est un stade de football situé à Cuiabá dans l'État brésilien du Mato Grosso. Construit en remplacement de l'Estádio José Fragelli, il accueille en 2014 des rencontres de la Coupe du monde, il est conçu pour accueillir 42 968 spectateurs

## Histoire
Ce stade a été l'une des 12 enceintes qui ont accueilli des matchs de la Coupe du monde de football de 2014.

## Événements
- Coupe du monde de football de 2014
- Copa América 2021

### Coupe du monde de football de 2014
L'Arena Pantanal accueille des rencontres de la Coupe du monde de football de 2014.
| Date         | Heure (UTC−4) | Équipe 1 | Équipe 2           | Score | Buteurs                                      | Tour               | Affluence |
| ------------ | ------------- | -------- | ------------------ | ----- | -------------------------------------------- | ------------------ | --------- |
| 13 juin 2014 | 18.00         | Chili    | Australie          | 3 – 1 | Sánchez, Valdivia, Beausejour - Cahill       | 1er tour, groupe B | 40 275    |
| 17 juin 2014 | 18.00         | Russie   | Corée du Sud       | 1 – 1 | Kerjakov - Lee K.-H.                         | 1er tour, groupe H | 37 603    |
| 21 juin 2014 | 18.00         | Nigeria  | Bosnie-Herzégovine | 1 – 0 | Odemwingie                                   | 1er tour, groupe F | 40 499    |
| 24 juin 2014 | 16.00         | Japon    | Colombie           | 1 – 4 | Okazaki - Cuadrado, Martínez (X2), Rodríguez | 1er tour, groupe C | 40 340    |

## Galerie

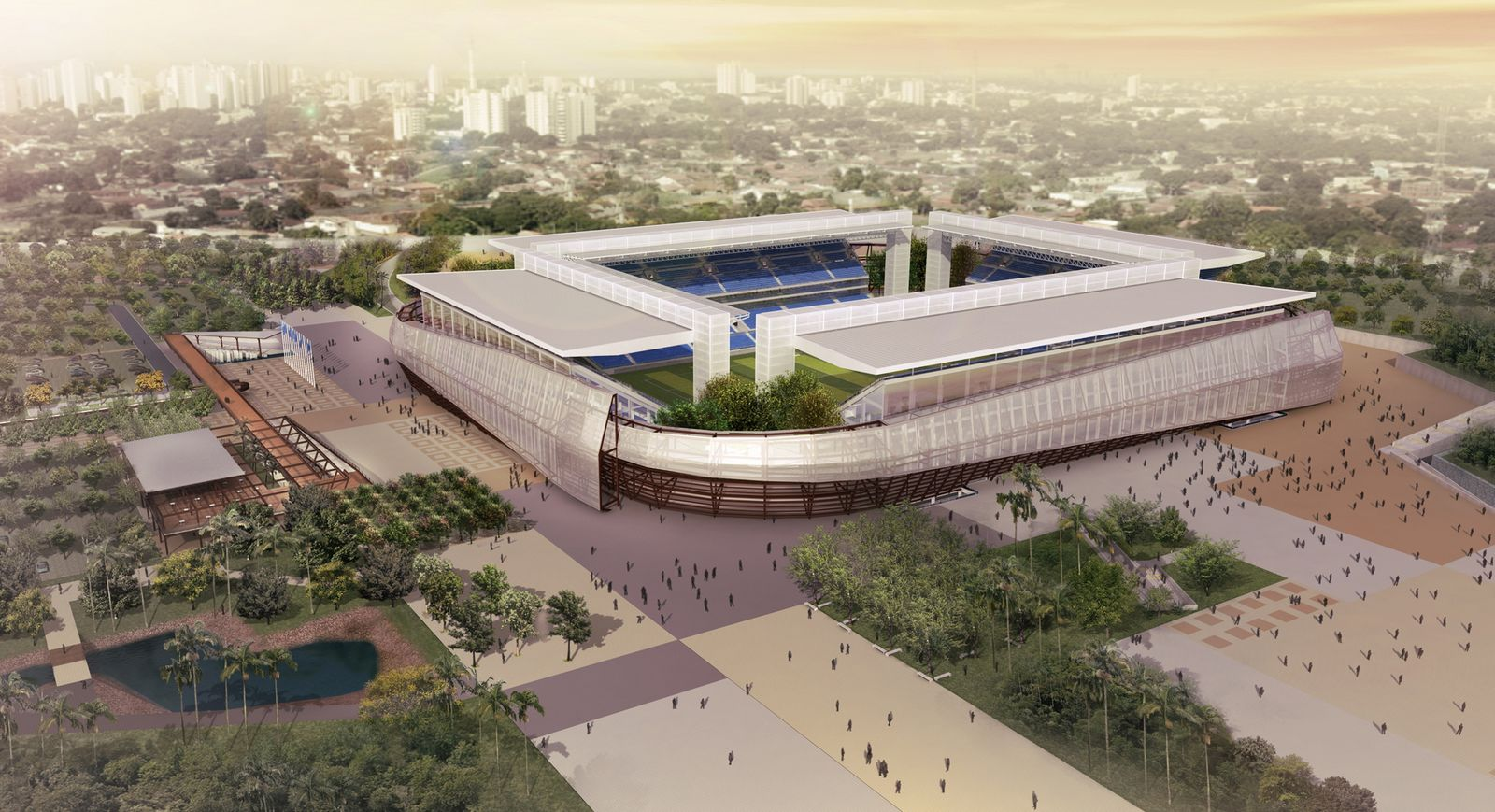
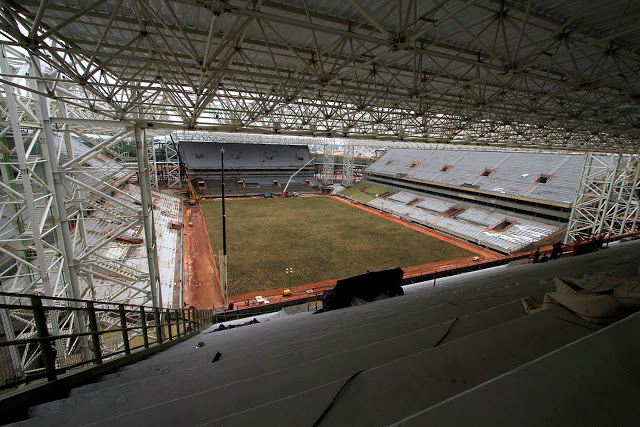